# 塞尔派兹
塞尔派兹（法語：Serpaize，法語發音：[sɛʁpɛz]）是法国伊泽尔省的一个市镇，属于维埃纳区。

## 地理
塞尔派兹（45°33'32"N, 4°55'5"E）面积11.71 平方千米，位于法国奥弗涅-罗讷-阿尔卑斯大区伊泽尔省，该省份为法国东南部内陆省份，北起顺时针与安省、萨瓦省、上阿尔卑斯省、德龙省、阿尔代什省、卢瓦尔省和罗讷省。
与塞尔派兹接壤的市镇（或旧市镇、城区）包括：许泽勒、吕济奈、蓬泰韦克、塞普泰姆、維埃納、维莱特德维埃纳。

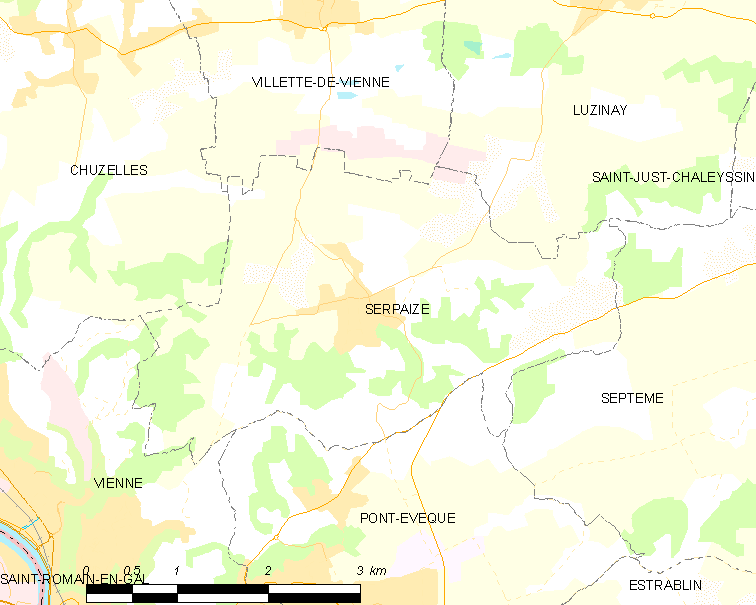
塞尔派兹的OSM定位图

塞尔派兹的时区为UTC+01:00、UTC+02:00（夏令时）。

## 行政
塞尔派兹的邮政编码为38200，INSEE市镇编码为38484。

## 政治
塞尔派兹所属的省级选区为维埃纳第一县。

## 人口

1962-2008年间塞尔派兹人口变化图示

塞尔派兹于2022年1月1日时的人口数量为2100人。